# ボルツァーノ・トレント・ハイドン管弦楽団
ボルツァーノ・トレント・ハイドン管弦楽団（伊: Orchestra Haydn di Bolzano e Trento, 独: Haydn-Orchester von Bozen und Trient）は、イタリアのオーケストラである。

## 歴史
1960年にイタリアの南チロル（トレンティーノ＝アルト・アディジェ州）トレントを本拠地として設立された。2003年よりグスタフ・クーンを芸術監督に迎えてからは録音活動を活発化させ、ベートーヴェンやシューマン、ブラームスの交響曲全集を完成させたほか、ヴェルディのオペラ『アッティラ』の映像録音などの珍しい作品も作成している。2013年からダニエレ・スピニ、2021年からジョルジョ・バティステリが芸術監督、2024年からはオッタヴィオ・ダントーネが音楽監督を務める。
日本人では指揮者の三ツ橋敬子、松村秀明、ピアニストの菊池洋子が客演している。